# Mcguinnessite
La mcguinnessite è un minerale.